# Салахуту
Салаху́ту (Сала-Хуту, індонез. Salahutu) — один з 14 районів округу Центральне Малуку провінції Малуку у складі Індонезії. Розташований у східній частині острова Амбон. Адміністративний центр — селище Тулеху.

## Адміністративний поділ
До складу району входять 1 селище та 5 сіл:
| Населений пункт     | Населення, осіб (2010) |
| ------------------- | ---------------------- |
| Вааї, село          | 6639                   |
| Ліанг, село         | 6960                   |
| Сулі, село          | 10978                  |
| Тенгах-Тенгах, село | 2198                   |
| Тіал, село          | 2656                   |
| Тулеху, селище      | 17272                  |